# Lesseps (canton)
Pour les articles homonymes, voir Lesseps.
Lesseps est un canton de l'est du Québec situé dans la région administrative de Gaspésie–Îles-de-la-Madeleine dans La Haute-Gaspésie.  Le canton de Lesseps fut proclamé officiellement le 11 janvier 1936. Il couvre une superficie de 284,1 km2,.